# 武洋行
武 洋行（たけ ひろゆき、1975年5月28日 - ）は、宮崎県都城市出身の放送作家。

## 略歴・概要
宮崎県都城市出身。都城市立沖水小学校、都城市立沖水中学校、宮崎日本大学高校、中央大学卒業。
フジテレビ系「笑う犬の冒険」のADを経て、放送作家へ。
作家デビューは、日本テレビ系「プリティガレッジ」だが、「ジャイアンツファンフェスタ」（巨人軍のファン感謝イベント）という説もある。

## 過去の担当番組
- 人生が変わる1分間の深イイ話
- 行列のできる法律相談所
- SMAP×SMAP
- ザ!鉄腕!DASH!!
- 1億人の大質問!?笑ってコラえて!
- SDNイジリー
- プリティガレッジ
- ガガガガガレッジ
- ジャイアンツファンフェスタ
- エンタの神様
- シャル・ウィ・ダンス?
- 誰も知らない泣ける歌
- 4コマ劇場
- 24時間テレビ
- ブサテク
- めざましテレビ
- 宿命のワンフレーズ
- \0歌力の旅
- さんぷんまる
- 27時間テレビ
- オレ説
- マンガみたいな本当の話
- 宙のまにまにネットラジオ
- 芸能人ナイショのストーリー映像GP
- 世界の恐怖映像SP
- 松竹芸能ニコニコチャンネル・ギラギラ
- サントリーDHA特番
- さんまの歴史を変えた衝撃発言77連発
- 快脳!マジかるハテナ
- 東京暇人

インターネット系
- やまだひさしのニコラジ
- ニコニコ超会議

## イベント
- ニコニコ超会議

## 舞台
- サミットクラブ単独ライブ

## 携帯アプリ
- ハニカミ診断監修